# Heart no Hoshi
"Heart no Hoshi" (ハートの地球(ほし), Hāto no Hoshi, lit. "Coração da Terra"), também conhecido como "HEART = EARTH", é o primeiro DVD single lançado pelo grupo idol japonês Sakura Gakuin. Foi lançado digitalmente via iTunes Store no dia 15 de outubro de 2014, e fisicamente, no Japão, no dia 22 de outubro de 2014.

## Antecedentes
Em 24 de agosto de 2014, Sakura Gakuin realizou um evento ao vivo em Kanagawa, no Salão Hamagin Via Mare, onde foi anunciado o lançamento de um single, até então sem título, em formato de DVD. Em 7 de setembro outro evento ao vivo foi realizado, no mesmo local onde o single foi anunciado, onde seu título foi revelado. Em 26 de setembro as capas do single foram reveladas. Em 28 de setembro a canção foi transmitida no programa de rádio ~ IDOL SHOWCASE ~ i-BAN!!. E, finalmente, em 27 de setembro, durante um concerto realizado pelo grupo, a canção foi estreada ao vivo. Em 16 de outubro, uma versão curta de seu vídeo musical foi publicada no canal oficial da Universal Music Japan.

## Faixas
"Heart no Hoshi" foi totalmente composta por Tommy february6 e Shunsaku Okada.
| Single digital |                                                   |         |  |
| N.º            | Título                                            | Duração |  |
| 1.             | "Heart no Hoshi" (ハートの地球; Coração da Terra) | 5:05    |  |

| DVD single (Tipo A) |                                                  |         |  |
| N.º                 | Título                                           | Duração |  |
| 1.                  | "Heart no Hoshi Music Video" (Vídeo musical)     |         |  |
| 2.                  | "Heart no Hoshi Dance Video" (Vídeo-coreografia) |         |  |

| DVD single (Tipo B) |                                                           |         |  |
| N.º                 | Título                                                    | Duração |  |
| 1.                  | "Heart no Hoshi Music Video" (Vídeo musical)              |         |  |
| 2.                  | "Heart no Hoshi Making Eizo" (Making-of do vídeo musical) |         |  |

## Desempenho nas paradas musicais
| Parada                                 | Melhor posição | Semanas nas paradas |
| -------------------------------------- | -------------- | ------------------- |
| Japão (Oricon Daily DVD Chart)         | 4              | —                   |
| Japão (Oricon Weekly DVD Chart)        | 4              | 3                   |
| Japão (Tower Records Weekly DVD Chart) | 7              | 1                   |

## Histórico de lançamento
| Região | Data                  | Formato                                               | Gravadora   |
| ------ | --------------------- | ----------------------------------------------------- | ----------- |
| Mundo  | 15 de outubro de 2014 | Download digital (somente no Japão, via iTunes Store) | Universal J |
| Mundo  | 22 de outubro de 2014 | DVD single (somente no Japão)                         | Universal J |